# Al-Burma (Tunezja)
Al-Burma (fr. El Borma) – miejscowość i saharyjska oaza w południowo-zachodniej Tunezji, w Gubernatorstwie Tatawin, tuż przy granicy z Algierią na Wielkim Ergu Wschodnim. Znajduje się tu magazyn ropy naftowej połączony ok. 360-kilometrowym ropociągiem z portem w Kabis. Miejscowość ma niską zabudowę i liczne szyby naftowe. Źródła ropy odkryte zostały w 1964 roku przez włoski koncern Agip, do którego należało 50% udziałów w spółce wydobywczej na tutejszych polach naftowych.
Ok. 3 km na północny wschód znajduje się port lotniczy Al-Burma.
W miejscowości zanotowano najwyższą w Tunezji temperaturę powietrza +50,1 °C.